# Josef von Matt (Schriftsteller)
Josef von Matt (* 23. September 1901 in Stans; † 14. November 1988 ebenda) war ein Schweizer Schriftsteller in Nidwaldner Mundart, Buchhändler, Verleger und Antiquar.

## Leben

### Familie
Josef von Matt entstammte dem Landleutegeschlecht von Matt und war der Sohn von Hans von Matt und dessen Ehefrau Marie (1877–1972), der Tochter des Sattlermeisters Josef Odermatt. Zu seinen Geschwistern gehörten der Künstler Hans von Matt, der mit der Malerin Annemarie von Matt verheiratet war, und der Fotograf Leonard von Matt.
Ab 1924 war er mit Agnes Bertha (geb. Blättler) (1900–1988) verheiratet. Von seinen Kindern ist namentlich Hans von Matt bekannt. Sein Wohnort war in der Tottikonstrasse in Stans.
Das Familienarchiv von Matt befindet sich in der Kantonsbibliothek Nidwalden.

### Werdegang
Nach dem Besuch der Handelsschule in Saint-Maurice wurde Josef von Matt, nach dem Tod seines Vaters 1932, Buchhändler, Verleger und Antiquar. Von 1931 bis 1980 war er Herausgeber des Nidwaldner Kalenders, den sein Grossvater Caspar von Matt (1817–1884) ab 1860 veröffentlichte und der von seinem Vater übernommen worden war.
Ab 1932 war er Redaktor des Anzeigenblatts für die katholische Geistlichkeit der deutschsprachigen Schweiz in Stans. Er war ab 1940 Mitarbeiter beim Radio (heute Schweizer Radio DRS) und unter anderem von 1942 bis 1970 Präsident der Radiosektion Nidwalden der Innerschweizer Fernseh- und Radiogesellschaft (IRG), die er mitbegründet hatte.

### Schriftstellerisches Wirken
Josef von Matt war Verfasser verschiedener Theaterstücke, so von Dr Wilderer, das 1929 in Wolfenschiessen uraufgeführt wurde, und veröffentlichte Gedichte und Erzählungen in Nidwaldner Mundart und Hochdeutsch. Er schrieb auch den Text zum Jodellied Nidwaldner Tanzliedli, das von Heinrich Josef Leuthold vertont wurde und inzwischen zum Volksgut geworden ist; weitere Vertonungen von Heinrich Josef Leuthold erfolgten für Ruibili und Rellili und Meiteli, dui Haselmuis.
Seine in Mundart verfassten Gedichte dienten auch den Komponisten Johann Baptist Hilber (1891–1973) und Benno Ammann, damals noch Musiklehrer am Kollegium St. Fidelis in Stans, für Lied-Inspirationen. Er verfasste auch die Texte für die Jodlermesse von Heinz Willisegger (* 1942).

## Ehrungen und Auszeichnungen
1961 erhielt Josef von Matt von dem Politiker Gotthard Egli den Innerschweizer Radiopreis für seine Heimatsendungen (Lyrik, Erzählung und Plauderei) in Nidwaldner Mundart.

## Mitgliedschaften
Josef von Matt war Mitglied des 1864 gegründeten Historischen Vereins Nidwalden und amtierte von 1937 bis 1943 als dessen Präsident.

## Schriften (Auswahl)
- Dr Wilderer. Heimatspiel in 5 Akten in Nidwaldner Mundart. H. R. Sauerländer, Aarau 1931.
- Wilde Wasser. Liebesgeschichte aus der Urschweiz. Räber, Luzern 1950.
- mit Bildern von Hermann Schelbert: Nidwaldnerchost. Liädli, Gedicht und es paar Spriich. von Matt, Stands 1965.
- mit Zeichnungen von Hermann Schelbert: Z’Nidwalde drheime. von Matt, Stans 1979.